# 吕世衡
吕世衡（？—626年7月2日），唐朝初年将领，官至中郎将。
武德九年（626年），吕世衡跟随云麾将军敬君弘掌管宿卫军，驻扎在玄武门。玄武门之变时，秦王李世民诛杀太子李建成、齐王李元吉，翊卫车骑将军冯立与副护军薛万彻、屈直府左车骑谢叔方率领东宫和齐王府的精锐兵马两千，攻打玄武门。敬君弘挺身而起，不顾亲近人的阻止，出战迎敌。敬君弘与吕世衡大声呼喊着奔向前去，对战谢叔方，结果全部战死。后来李世民追赠敬君弘为左屯卫大将军，呂世衡为右骁卫将军。